# 卡洛雷盧卡諾河

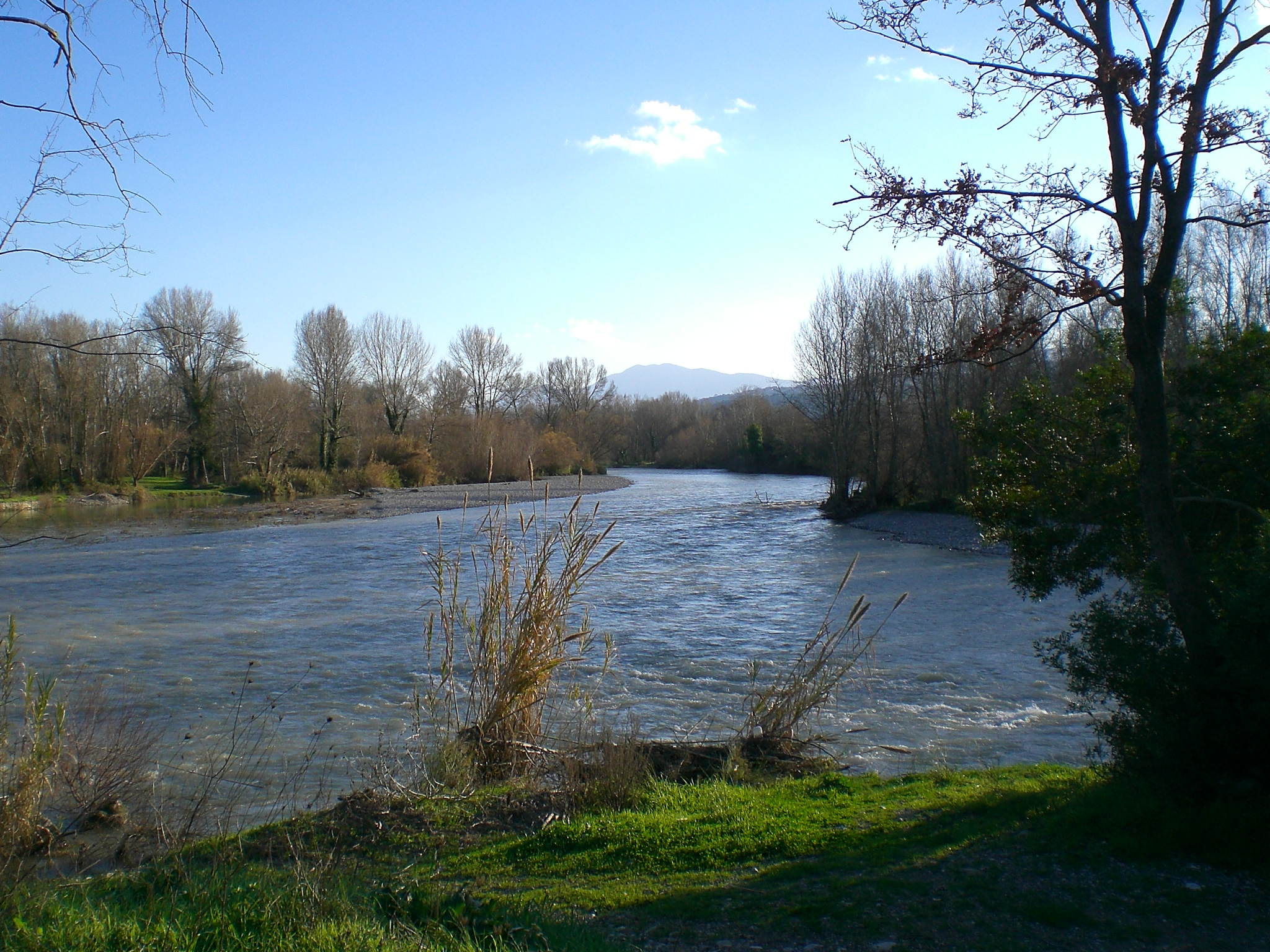

卡洛雷盧卡諾河是意大利的河流，位於該國南部薩萊諾省，屬於塞萊河的左支流，河道全長63公里，流域面積780平方公里，平均流量每秒29.8立方米。